# Монгун-Тайга
Монгу̀н-Тайга̀ (на руски: Монгун-Тайга – Сребърна планина), или Мунгун-Тайга, е планински масив в Южен Сибир, издигащ се в крайната югозападна част на Република Тува, Русия, в близост до границата с Монголия.
В него се извисява най-високата точка не само на Република Тува, но и на цял Сибир връх Монгун-Тайга
(3970 м, 50°16′46″ с. ш. 90°07′12″ и. д. / 50.279444° с. ш. 90.12° и. д.)
Масивът е изграден от кристалинни шисти и пясъчници, пронизани в центъра от интрузивни гранити. По най-високите му части има няколко малки ледника с обща площ около 44 km2, а по периферията му широко са разпространени характерни ледникови форми, показатели за бивше мощно заледяване. В северозападното му подножие, на 2305 m н.в. се намира най-голямото езеро в Република Тува – Хиндиктиг-Хол (66 km2). От него водят началото си малки реки, течащи предимно на юг в монголските езера Ачит Нур и Уурег Нур. Северните му склонове са заети от алпийски пасища и планинска тундра, а южните – от високопланински степи и безжизнени каменисти пространства. Горска растителност почти липсва, с изключение на някои речни долини където расте сибирска лиственица.

## Топографска карта
- Лист от карта M-45-XVIII Кызыл-Хая. Мащаб: 1 : 200 000. Указать дату выпуска/состояния местности.
- Лист от карта M-46-XIII Мугур-Аксы. Мащаб: 1 : 200 000. Указать дату выпуска/состояния местности.